# Casas del 311 y 313 de la Calle 58
Las Casas del 311 y 313 de la Calle 58 (en inglés: Houses at 311 and 313 East 58th Street) es un complejo de casas históricas ubicadas en Nueva York, Nueva York. Las Casas del 311 y 313 de la Calle 58 se encuentran inscritas en el Registro Nacional de Lugares Históricos desde el 14 de noviembre de 1982. 

## Ubicación
Las Casas del 311 y 313 de la Calle 58 se encuentran dentro del condado de Nueva York en las coordenadas 40°45′35″N 73°57′53″O / 40.759722, -73.964722.